# Digue de Kopasz
La Digue de Kopasz (en hongrois : Kopaszi-gát) est un jardin public du 11e arrondissement de Budapest, dans le quartier de Lágymányos.